# Svenskt Travderby 2018
Svenskt Travderby 2018 var den 91:e upplagan av Svenskt Travderby, som gick av stapeln söndagen den 2 september 2018 på Jägersro i Malmö i Skåne län. Uttagningsloppen till finalen ägde rum den 22 augusti 2018 på Jägersro, där flera av kullens dominanter som treåringar – främst Coin Perdu och Villiam, föll bort efter svaga prestationer.
I finalen segrade loppets förhandsfavorit Who's Who, körd av Örjan Kihlström och tränad av Pasi Aikio. Segern togs på det nya löpningsrekordet 1.12,0. Kihlström blev med denna seger även historisk genom att han tidigare även vunnit loppet med Who's Whos far Maharajah (2009) och Who's Whos morfar From Above (2002).

## Upplägg och genomförande
I Svenskt Travderby deltar fyraåriga, svenskfödda varmblodiga travhästar. Kvalet till finalen görs drygt en vecka före via sex uttagningslopp, där de tolv travare som kommer på första- respektive andraplats i varje heat går vidare till finalen. Desto bättre placering i uttagningsloppet, desto tidigare får hästens tränare välja startspår inför finalen. Distansen i samtliga lopp är 2 640 meter med autostart. Den vinnande kusken och hästens ägare får traditionsenligt en gul derbykavaj i vinnarcirkeln.

## Uttagningslopp 1
| P | S  | Häst                | Kusk                 | Tränare             | Land    | Odds  | Tid     |
| - | -- | ------------------- | -------------------- | ------------------- | ------- | ----- | ------- |
| 1 | 8  | Spickleback Face    | Robert Bergh         | Robert Bergh        | Sverige | 42,3  | 1.13,3  |
| 2 | 2  | Speedy Face         | Lutfi Kolgjini       | Lutfi Kolgjini      | Sverige | 45,2  | 1.13,3  |
| 3 | 4  | Young Da Vici       | Per Lennartsson      | Per Lennartsson     | Sverige | 12,0  | 1.13,6  |
| 4 | 10 | Star Costashorta    | Peter Untersteiner   | Peter Untersteiner  | Sverige | 11,2  | 1.13,8  |
| 5 | 5  | Leader Brodde       | Mattias Djuse        | Mattias Djuse       | Sverige | 38,9  | 1.14,4  |
| 6 | 3  | Malory              | Peter Ingves         | Christian Lindhardt | Sverige | 34,0  | 1.14,9  |
| 0 | 11 | Sethmikael Blanche  | Mats Ulriksson       | Magdalena Siminski  | Sverige | 196,3 | 1.15,1g |
| 0 | 9  | On Track He's Black | Örjan Kihlström      | Hans R. Strömberg   | Sverige | 6,9   | 1.17,9g |
| 0 | 1  | Villiam             | Jorma Kontio         | Timo Nurmos         | Sverige | 1,3   | ug      |
| 0 | 7  | Hierro Boko         | Christoffer Eriksson | Marcus Lindgren     | Sverige | 89,1  | ug      |
| 0 | 6  | Global Un Poco      | Erik Adielsson       | Svante Båth         | Sverige | 55,0  | ug      |
| d | 12 | He's Marvelous      | Björn Goop           | Björn Goop          | Sverige | 16,2  | ug      |

## Uttagningslopp 2
| P | S  | Häst               | Kusk                 | Tränare            | Land    | Odds | Tid    |
| - | -- | ------------------ | -------------------- | ------------------ | ------- | ---- | ------ |
| 1 | 3  | Mellby Fire        | Björn Goop           | Timo Nurmos        | Sverige | 13,4 | 1.13,0 |
| 2 | 8  | Output Pressure    | Örjan Kihlström      | Stefan Melander    | Sverige | 3,0  | 1.13,3 |
| 3 | 5  | Milliondollarrhyme | Fredrik B. Larsson   | Fredrik B. Larsson | Sverige | 20,4 | 1.13,4 |
| 4 | 2  | Staro Leonardo     | Joakim Lövgren       | Joakim Lövgren     | Sverige | 38,9 | 1.13,5 |
| 5 | 1  | Prosperous         | Per Lennartsson      | Marcus Lindgren    | Sverige | 46,8 | 1.13,6 |
| 6 | 7  | Martin De Bos      | Ulf Ohlsson          | Petri Puro         | Sverige | 14,4 | 1.13,6 |
| 0 | 6  | Eldorado B.        | Torbjörn Jansson     | Hans-Owe Sundberg  | Sverige | 22,6 | 1.13,7 |
| 0 | 10 | Lass Revenue       | Mattias Djuse        | Mattias Djuse      | Sverige | 39,2 | 1.14,2 |
| 0 | 9  | Indy Lane          | Jorma Kontio         | Björn Röcklinger   | Sverige | 12,3 | 1.14,3 |
| 0 | 4  | Casterly Rock      | Christoffer Eriksson | Tomas Malmqvist    | Sverige | 51,6 | 1.14,8 |
| d | 11 | Coin Perdu         | Erik Adielsson       | Svante Båth        | Sverige | 2,0  | ug     |
| d | 12 | Fritjof            | Johan Untersteiner   | Niklas Robertsson  | Sverige | 59,9 | ug     |

## Uttagningslopp 3
| P | S  | Häst               | Kusk                 | Tränare            | Land    | Odds  | Tid    |
| - | -- | ------------------ | -------------------- | ------------------ | ------- | ----- | ------ |
| 1 | 6  | Chianti            | Björn Goop           | Björn Goop         | Sverige | 11,7  | 1.13,1 |
| 2 | 5  | The Bucket List F. | Tobias O. Eriksson   | Helena Burman      | Sverige | 5,4   | 1.13,1 |
| 3 | 4  | Illuminati         | Joakim Lövgren       | Joakim Lövgren     | Sverige | 8,5   | 1.13,4 |
| 4 | 10 | Digital Performer  | Ulf Ohlsson          | Stefan Melander    | Sverige | 100,4 | 1.13,5 |
| 5 | 8  | Da Pepperboy       | Christoffer Eriksson | Petri Puro         | Sverige | 10,4  | 1.13,6 |
| 6 | 7  | Breidabliks Cognac | Conrad Lugauer       | Conrad Lugauer     | Sverige | 39,7  | 1.13,8 |
| 0 | 1  | Chapuy             | Åke Lindblom         | Åke Lindblom       | Sverige | 101,3 | 1.14,1 |
| 0 | 12 | Dom Perignon       | Örjan Kihlström      | Roger Walmann      | Sverige | 14,4  | 1.14,5 |
| 0 | 11 | S.G.Carpentier     | Jorma Kontio         | Timo Nurmos        | Sverige | 76,0  | 1.14,8 |
| d | 9  | Vincent Chase      | Kevin Oscarsson      | Catarina Lundström | Sverige | 115,0 | ug     |
| d | 3  | Randemar R.D.      | Peter Untersteiner   | Peter Untersteiner | Sverige | 70,9  | ug     |
| d | 2  | Very Kronos        | Erik Adielsson       | Svante Båth        | Sverige | 1,3   | ug     |

## Uttagningslopp 4
| P | S  | Häst               | Kusk                 | Tränare            | Land    | Odds | Tid     |
| - | -- | ------------------ | -------------------- | ------------------ | ------- | ---- | ------- |
| 1 | 8  | Son of God         | Örjan Kihlström      | Daniel Redén       | Sverige | 10,3 | 1.13,1  |
| 2 | 1  | Bo C.              | Kim Eriksson         | Bo E. Nilsson      | Sverige | 17,2 | 1.13,1  |
| 3 | 4  | Dream Night Palema | Mikael J. Andersson  | Pär Hedberg        | Sverige | 63,3 | 1.13,3  |
| 4 | 10 | Born Unicorn       | Per Lennartsson      | Stefan Melander    | Sverige | 6,6  | 1.13,4  |
| 5 | 11 | Silent Hill        | Peter Untersteiner   | Peter Untersteiner | Sverige | 23,3 | 1.13,5  |
| 6 | 2  | Västerbo Pokerface | Jorma Kontio         | Timo Nurmos        | Sverige | 2,6  | 1.13,6  |
| 0 | 9  | Mr Deauville       | Mattias Djuse        | Mattias Djuse      | Sverige | 81,2 | 1.13,7  |
| 0 | 7  | Evazan Am          | Ulf Ohlsson          | Reijo Liljendahl   | Sverige | 12,9 | 1.13,8  |
| 0 | 12 | Lucifer Lane       | Johan A. Nilsson     | Thomas L. Nilsson  | Sverige | 3,5  | 1.13,9  |
| 0 | 5  | Global Unlimited   | Kim Moberg           | Svante Båth        | Sverige | 17,4 | 1.15,4  |
| 0 | 3  | M.T.Malkin         | Göran Wester         | Claes Sjöström     | Sverige | 75,8 | 1.16,2g |
| d | 6  | Adiago Trot        | Christoffer Eriksson | Marcus Lindgren    | Sverige | 13,7 | ug      |

## Uttagningslopp 5
| P | S  | Häst           | Kusk               | Tränare            | Land    | Odds | Tid     |
| - | -- | -------------- | ------------------ | ------------------ | ------- | ---- | ------- |
| 1 | 8  | Transcendence  | Robert Bergh       | Robert Bergh       | Sverige | 12,0 | 1.13,9  |
| 2 | 3  | Alcoy          | Peter Untersteiner | Peter Untersteiner | Sverige | 1,9  | 1.13,9g |
| 3 | 10 | The Real Star  | Carl Johan Jepson  | Magnus Dahlén      | Sverige | 17,0 | 1.14,2  |
| 4 | 12 | Roofparty      | Kevin Oscarsson    | Jim Oscarsson      | Sverige | 38,6 | 1.14,3  |
| 5 | 11 | Cargo Door     | Thomas Uhrberg     | Sofia Aronsson     | Sverige | 30,4 | 1.14,4  |
| 6 | 6  | Elway Am       | André Eklundh      | André Eklundh      | Sverige | 63,9 | 1.14,5  |
| 0 | 4  | Eelis          | Jorma Kontio       | Timo Nurmos        | Sverige | 17,0 | 1.14,5  |
| 0 | 7  | Short In Cash  | Kenneth Haugstad   | Petri Puro         | Sverige | 3,6  | 1.14,6g |
| 0 | 9  | Gear Extension | Örjan Kihlström    | Stefan Melander    | Sverige | 35,3 | 1.14,7  |
| 0 | 1  | Eurythmic Sisu | Björn Goop         | Petri Salmela      | Sverige | 11,6 | 1.14,9  |
| 0 | 5  | Capitol Hill   | Erik Adielsson     | Svante Båth        | Sverige | 25,2 | 1.15,1  |
| d | 2  | Mellby Fantom  | Ulf Ohlsson        | Reijo Liljendahl   | Sverige | 45,1 | ug      |

## Uttagningslopp 6
| P | S  | Häst              | Kusk                 | Tränare              | Land    | Odds | Tid    |
| - | -- | ----------------- | -------------------- | -------------------- | ------- | ---- | ------ |
| 1 | 10 | Who's Who         | Örjan Kihlström      | Pasi Aikio           | Sverige | 1,7  | 1.12,5 |
| 2 | 3  | Peakadilly        | Steen Juul           | Steen Juul           | Sverige | 15,3 | 1.13,0 |
| 3 | 12 | Esprit Sisu       | Ulf Ohlsson          | Svante Båth          | Sverige | 22,3 | 1.13,1 |
| 4 | 1  | My Dream Art      | Jörgen Westholm      | Jörgen Westholm      | Sverige | 66,1 | 1.13,2 |
| 5 | 9  | Calle Crown       | Christoffer Eriksson | Tomas Malmqvist      | Sverige | 5,6  | 1.13,3 |
| 6 | 2  | Inertial          | Jörgen Sjunnesson    | Ola Karlsson         | Sverige | 70,0 | 1.13,5 |
| 0 | 11 | Einstein Sisu     | Tomi Haapio          | Petri Salmela        | Sverige | 28,8 | 1.13,7 |
| 0 | 5  | Harrington        | Jorma Kontio         | Timo Nurmos          | Sverige | 20,0 | 1.13,8 |
| 0 | 6  | M.T.Mighty Winner | Peter Untersteiner   | Peter Untersteiner   | Sverige | 29,9 | 1.14,2 |
| 0 | 8  | Van Kronos        | Erik Adielsson       | Svante Båth          | Sverige | 27,7 | 1.15,2 |
| d | 7  | Aventador S.F.    | Björn Goop           | Timo Nurmos          | Sverige | 12,4 | ug     |
| d | 4  | Yankee Boy        | Kim Eriksson         | Stefan P. Pettersson | Sverige | 7,2  | ug     |

## Finalen
| P  | S  | Häst               | Kusk                 | Tränare            | Land    | Odds  | Tid     |
| -- | -- | ------------------ | -------------------- | ------------------ | ------- | ----- | ------- |
| 1  | 5  | Who's Who          | Örjan Kihlström      | Pasi Aikio         | Sverige | 1,77  | 1.12,0  |
| 2  | 1  | Chianti            | Björn Goop           | Björn Goop         | Sverige | 7,76  | 1.12,2  |
| 3  | 4  | Son of God         | Johan Untersteiner   | Daniel Redén       | Sverige | 23,22 | 1.12,3  |
| 4  | 8  | Speedy Face        | Adrian Kolgjini      | Lutfi Kolgjini     | Sverige | 37,82 | 1.12,3  |
| 5  | 2  | Transcendence      | Robert Bergh         | Robert Bergh       | Sverige | 8,55  | 1.12,6  |
| 6  | 6  | Spickleback Face   | Christoffer Eriksson | Robert Bergh       | Sverige | 37,04 | 1.12,6g |
| 7  | 12 | Alcoy              | Peter Untersteiner   | Peter Untersteiner | Sverige | 10,78 | 1.12,7g |
| 8  | 7  | The Bucket List F. | Tobias O. Eriksson   | Helena Burman      | Sverige | 19,12 | 1.12,7g |
| 9  | 9  | Output Pressure    | Per Lennartsson      | Stefan Melander    | Sverige | 33,39 | 1.13,3  |
| 10 | 10 | Bo C.              | Kim Eriksson         | Bo E. Nilsson      | Sverige | 10,28 | 1.13,8  |
| d  | 3  | Mellby Fire        | Mika Forss           | Timo Nurmos        | Sverige | 17,87 | g       |
| d  | 11 | Peakadilly         | Steen Juul           | Steen Juul         | Sverige | 57,50 | g       |